# Havraň
Havraň è un comune della Repubblica Ceca facente parte del distretto di Most, nella regione di Ústí nad Labem.